# 結腸左靜脈
結腸左靜脈從結腸左曲和降结肠引流血液。結腸左曲是脾臟下方的彎曲處，是橫結腸和降结肠相遇的地方；而降结肠則是大腸的一部分，位於大腸左側，從結腸左曲延伸至乙狀結腸。結腸左靜脈是腸系膜下靜脈的支流，位於結腸左動脈的上方。結腸左靜脈作爲腸系膜下靜脈的分支，目的是把血液引流到脾靜脈，再將血液從脾臟中運走。

## 分支
- 升支
- 降支